# 孙子算经

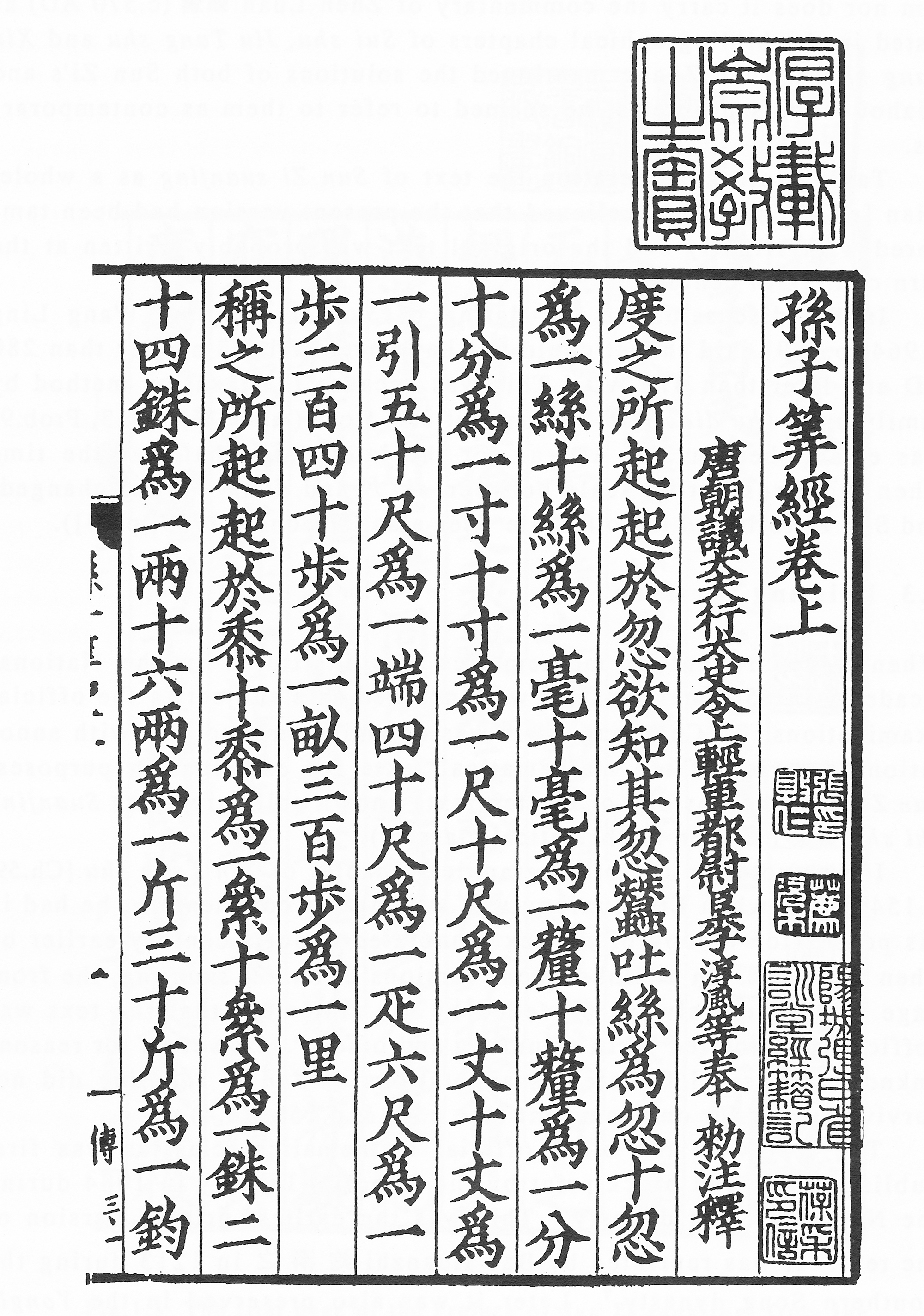
《孙子算经》书影

《孙子算经》，中国南北朝数学著作，《算经十书》之一。

## 成书年代
孙子算经的确切成书年代不详。学者根据书中事物出现的时间，估计孙子算经成书于南北朝。
- 卷下问33有“今有长安、洛阳相去九百里”之句；长安一词首见于汉代，因此孙子算经成书不可能早于西元前3世纪。
- 有学者根据孙子算经卷下第5问：“今有棋局，方十九道。问用棋几何？答曰三百六十一。”，认为19道361子的围棋，最早出现在3世纪中叶，估计孙子算经成书于魏晋时代。
- 学者王玲根据孙子算经卷下“今有锦一匹，值钱一万八千，问丈尺寸各值几何？”，认为丈尺寸的换算率，在473年变更，而《孙子算经》用旧法，因此《孙子算经》成书不晚于473年（北魏延兴三年，刘宋元徽元年）。

## 作者
- 卷下“今有佛书”一问，说明《孙子算经》的作者和《孙子兵法》的孙武是不同的人。

## 内容

公元400年的孙子除法 6561/9

孙子除法现身于公元825年花拉子米的著作中

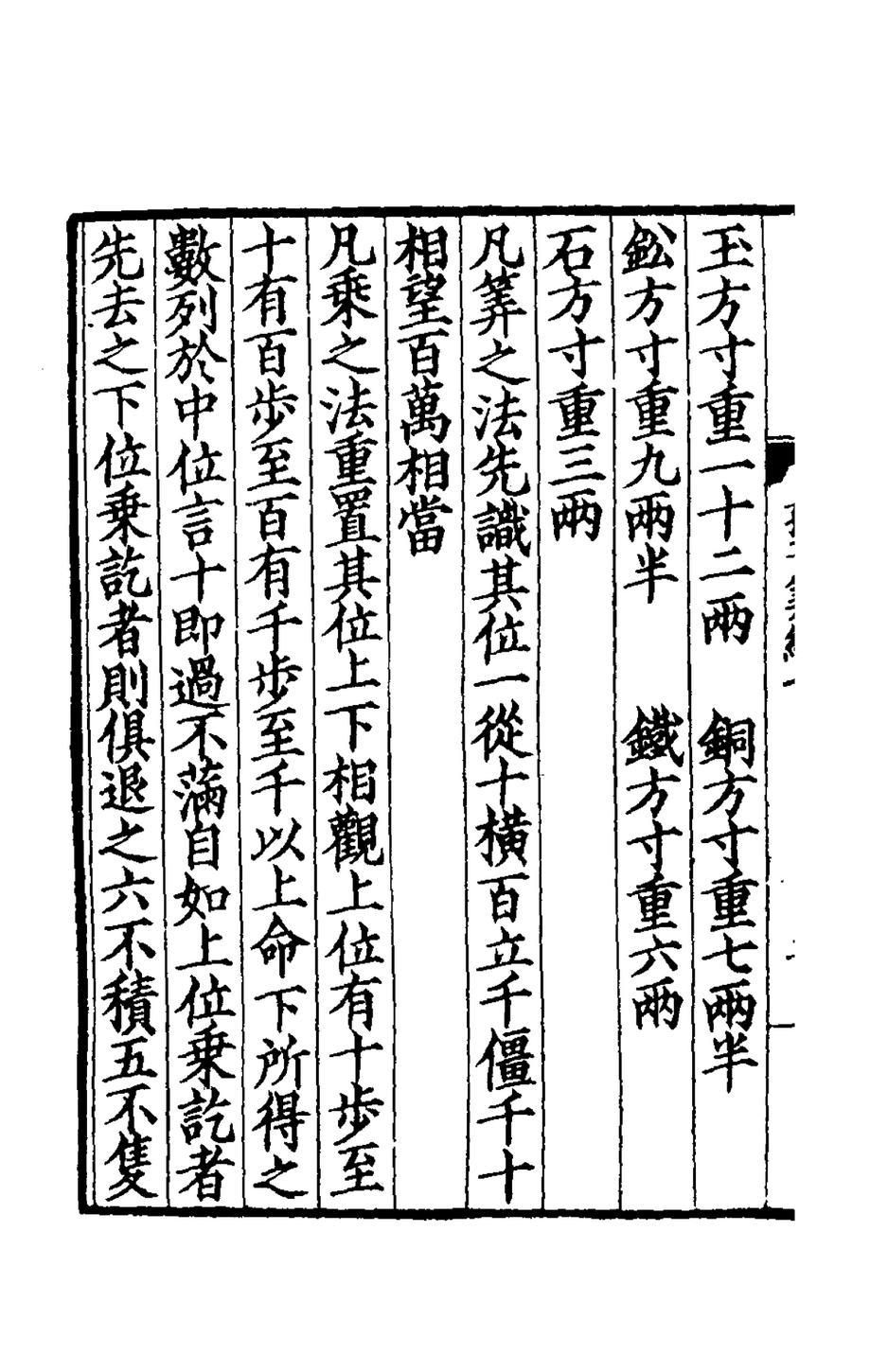
孙子算经算筹十进位制

全书共分三卷：

### 上卷
详细的讨论了度量衡的单位和筹算的制度和方法。筹算在春秋战国时代已经运用，但在古代数学著作如算数书、九章算术等书中都不曾记载算筹的使用方法；孙子算经第一次详细地记述筹算的布算规则，：“凡算之法，先识其位，一纵十横，百立千僵，千十相望，百万相当”，此外又说明用空位表示零。。
在进行乘法时，“凡乘之法：重置其位，上下相觀，頭位有十步，至十有百步，至百有千步，至千以上 命下所得之數列于中。言十即過，不滿，自如頭位。乘訖者，先去之下位；乘訖者，則俱 退之。六不積，五不隻。上下相乘，至盡則已。”。《孙子算经》明确说明“先识其位”的位值概念，和“逢十进一”的十进位制。
除法法则：“凡除之法：與乘正異乘得在中央，除得在上方，假令六為法，百為實，以六除百，當進之二等，令在正百下。以六除一，則法多而實少，不可除，故當退就十位，以法除實，言一六而折百為四十，故可除。若實多法少，自當百之，不當復退，故或步法十者，置于十百位（頭位有空絕者，法退二位。餘法皆如乘時，實有餘者，以法命之，以法為母， 實餘為子。”

### 中卷
主要是关于分数的应用题，包括面积、体积、等比数列等计算题，大致都在《九章》中论述的范围之内；

### 下卷
对后世的影响最为深远，如下卷第31题即著名的“鸡兔同笼”问题，后传至日本，被改为“鹤龟算”（据藤原松三郎之《日本数学史概要》）。
今有雉、兔同籠，上有三十五頭，下有九十四足。問：雉、兔各幾何？答曰：雉二十 三，兔一十二。
術曰：上置三十五頭，下置九十四足。半其足，得四十七，以少減多，再命之，上三 除下三，上五除下五，下有一除上一，下有二除上二，即得。又術曰：上置頭，下置足，半其足，以頭除足，以足除頭，即得。

下卷第26题“物不知数”为后来的“大衍求一术”的起源，被看作是中国数学史上最有创造性的成就之一，称为中国余数定理：
今有物，不知其數。三三數之，賸二；五五數之，賸三；七七數之，賸二。問：物幾 何？答曰：二十三。
術曰：三三數之，賸二，置一百四十；五五數之，賸三，置六十三；七七數之，賸二 ，置三十。并之，得二百三十三，以二百一十減之，即得。凡三三數之，賸一，則置七十；五五數之，賸一，則置二十一；七七數之，賸一，則置十五。一百六以上，以一百五 減之，即得。

## 英译本
《孙子算经》有新加坡大学数学教授蓝丽蓉的英译本。
- Fleeting Footsteps by Lam Lay Yong(兰丽蓉), Ang Tian Se(洪天赐), Part Two, Translation of Sun Zi suanjing;World Scientific Publishing Company; June 2004    ISBN 9812386963